# HMV
HMV（LSE：HMV）是源自英國的跨國連鎖唱片行，其名稱為His Master's Voice（牠的主人的聲音）的縮寫，來自它的「小狗Nipper聽留聲機」商標。原本從事生產留聲機及發行音樂唱片，後來不再生產留聲機，改為唱片零售。

## 歷史
首間HMV唱片店於1921年在倫敦開業。現時，HMV分店遍佈多個國家，包括英國、加拿大、日本、香港、新加坡等地。
因為不敵網絡影音娛樂的普及，業務無法扭轉劣勢，再加上未能尋求資金持續營運，於2013年1月15日，HMV母公司委任德勤會計師事務所為破產管理人，接管英國及愛爾蘭業務，並尋求清盤或賣盤。
HMV於2013年4月被希爾科公司（Hilco）收購。HMV香港、新加坡的全數股權及中国大陆、台灣及澳門的hmv經營權由私募基金匯友資本（AID Partners）收購。

## 香港HMV

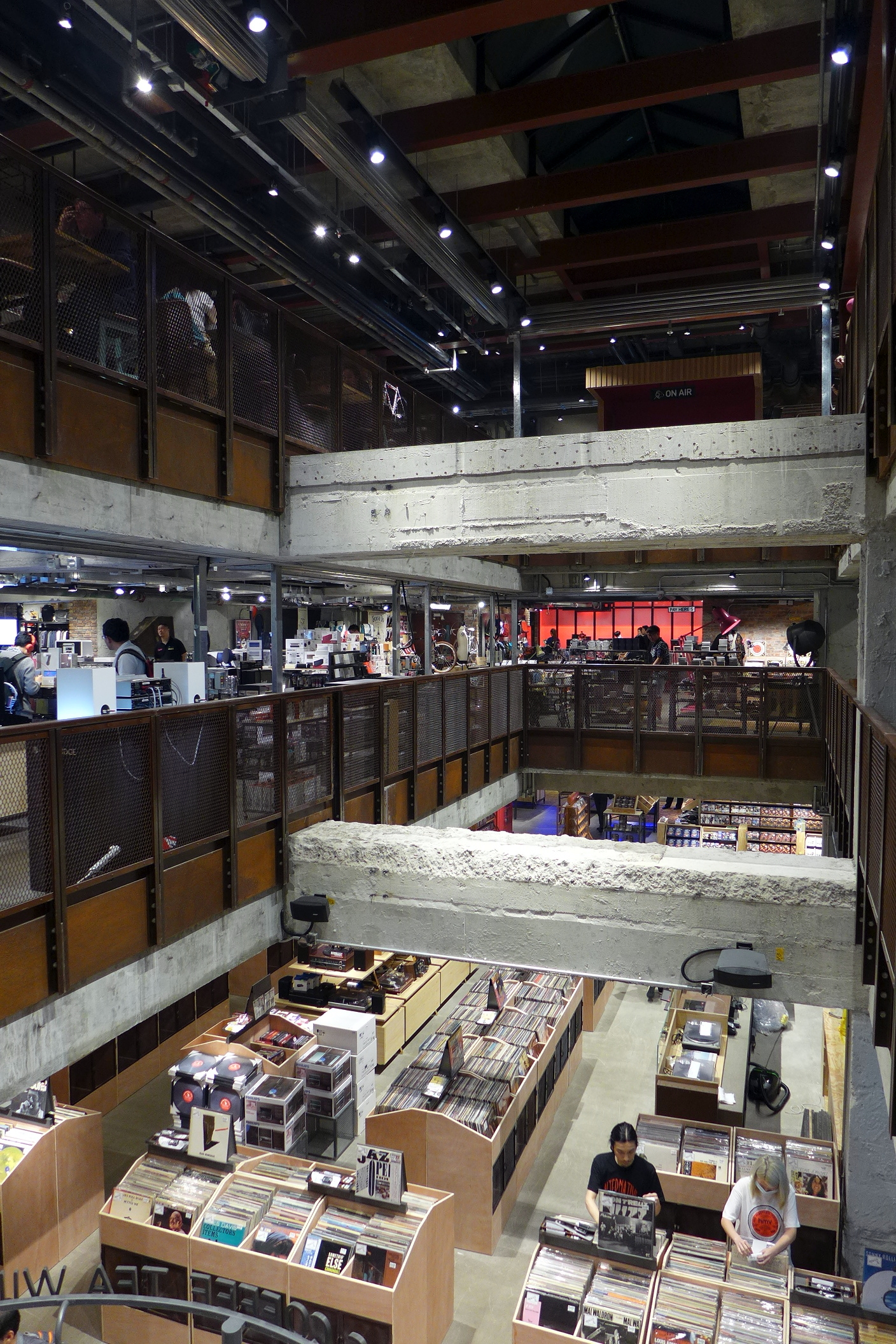
hmv 銅鑼灣旗艦店樓高三層，近40000平方尺，於2015年11月開業，到2018年12月18日，因公司決定自願清盤而結業

HMV在1994年登陸香港，首間分店設於銅鑼灣皇室堡地庫（現時蘇寧電器的位置，百佳超級市場對面），其後於2006年遷往對面的柏寧酒店。而位於北京道與漢口道交界全座共4層、面積約3萬呎的尖沙咀分店於1995年開業，曾是全港最大唱片店。自2006年初搬至漢口道後，面積縮減至兩層但仍設有爵士和經典音樂專區。由於舖租不斷上升，於2011年3月17日尖沙咀分店搬至國際廣場（英語：iSQUARE），面積縮減至一層。HMV曾於1996年於沙田新城市廣場4樓開設分店，該分店在2000年縮細。到2005年4月因商場翻新而關閉（當年商場預留予HMV的七樓舖位，則由CD Warehouse承租至今）另外HMV亦曾於金鐘金鐘廊開設分店，該分店其後受商場店舖易手進行重組而結業。
HMV曾經有中文名「音樂無限」，於2000年代在香港全線分店播放香港商業電台的英語頻道豁達864，並曾將該頻道冠名為「HMV864」。
HMV在曾香港設有5間分店，包括中環萬年大廈、銅鑼灣翡翠明珠廣場、旺角The Forest、尖沙咀iSquare及九龍灣德福廣場；並於紅磡黃埔新天地開設hmv kids兒童學習中心。
匯友資本2013年2月28日宣布，以5,680萬元全資收購HMV在香港、新加坡的全部業務以及中國內地、台灣及澳門的永久經營權。其後將唱片影碟店轉型成為多元化生活概念店，並加入咖啡店、小型書店、時裝、黑膠碟銷售及兒童閱讀區等新元素。中環娛樂行總店，在2014年8月完成翻新後以「HMVideal」品牌重新登場，到2016年結業。
原銅鑼灣柏寧酒店潮流觸覺分店已於2015年8月6日起關閉，到同年11月在明珠廣場2樓至4樓設HMV香港旗艦店，以「音樂。時尚。餐飲」三大主題，佔地接近4萬平方尺。而原黃埔新天地分店亦已於2015年11月22日起關閉。
2016年3月15日，中國3D數碼娛樂有限公司（港交所：8078）宣布，向匯友資本（港交所：8088）收購旗下HMV的 81.63% 權益，代價為4.08億港元將以發行股份支付。交易完成後，中國3D數碼亦會因此改名為「HMV數碼中國集團有限公司」。3月21日，中國3D數碼娛樂在香港銅鑼灣HMV旗鑑店舉行「本土文化，國際視野」併購記者會，宣布與HMV合併。
2018年11月起，HMV分別被入稟追討所欠的租金及貸款。11月15日，香港鐵路有限公司入稟高等法院，追討HMV欠租約27萬港元和其他損失，並要求收回於九龍灣德福廣場的HMV零售店舖位。11月27日，設計公司 Signeo Design International Limited 向HMV追討149萬元貸款，指其向HMV於2013年4月至2018年7月期間提供價值共149萬元的貨品，要求HMV歸還該筆欠款連同每月2厘的利息。11月30日，中環萬年大廈和銅鑼灣珠城大廈的2家分店分別拖欠業主143萬和342萬，並要求HMV交還舖位。12月12日，環球唱片有限公司亦入稟區域法院，向HMV Marketing Limited追討50.3萬元貸款餘款及違反協議的賠償。
2018年12月18日，HMV數碼中國（港交所：8078）宣布，HMV Marketing Limited（HMV零售）自願清盤，全線七間零售分店關門結業。當中考慮之原因，包括其缺乏償債能力，以及先前收到之多宗欠款訴訟。聲明稱，因生意急跌，經營困難，無法不面對時代巨輪的輾壓，零售分店全線結業，把業務轉移全力經營網上點播平台。
2023年2月，萬鈦投資有限公司向法庭提出呈請，要求頒令中國創意數碼娛樂有限公司（港交所：8078。前稱：HMV數碼中國集團有限公司、中國3D數碼娛樂有限公司、龍彩娛樂集團有限公司、及英皇娛樂集團有限公司）清盤。2023年5月15日，高等法院處理案件時，中國創意數碼就債務重組方案要求押後，但法官認為重組方組不獲主要的債權人公司支持，否決押後申請，並頒令中國創意數碼有限公司清盤。

## 圖片

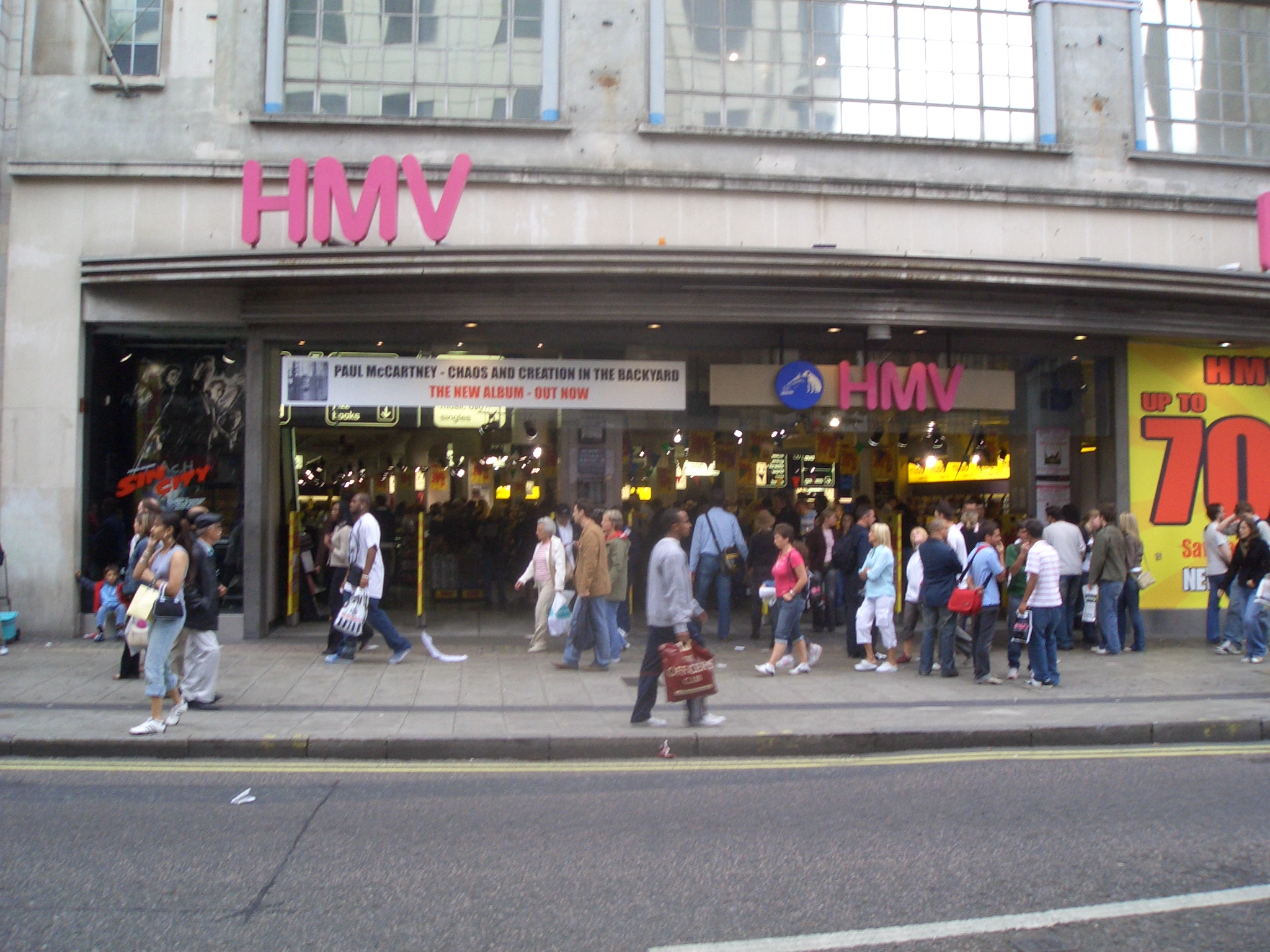
位於英國倫敦的HMV分店
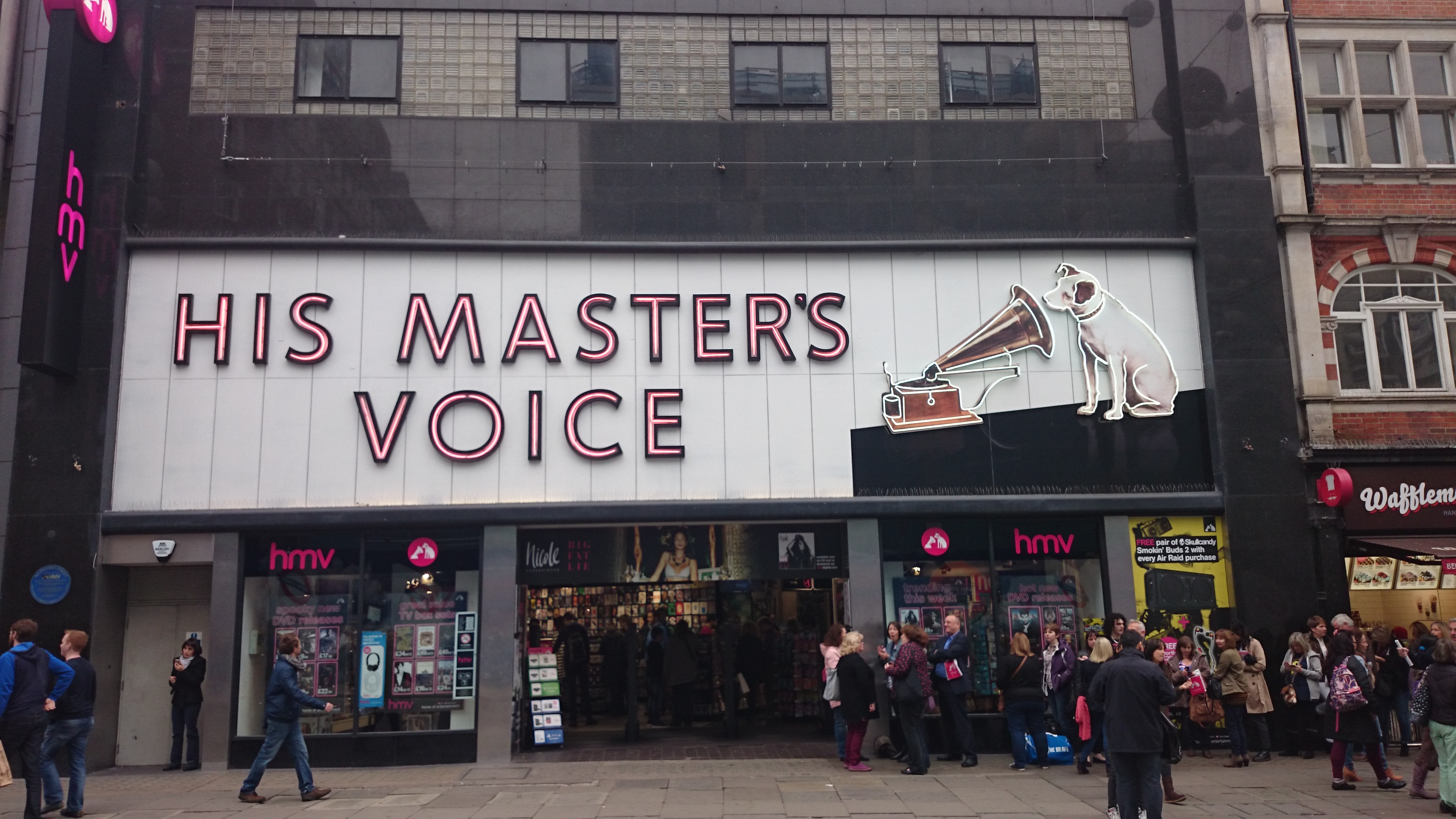
HMV 英國倫敦牛津街分店於2013年11月以新形象重開
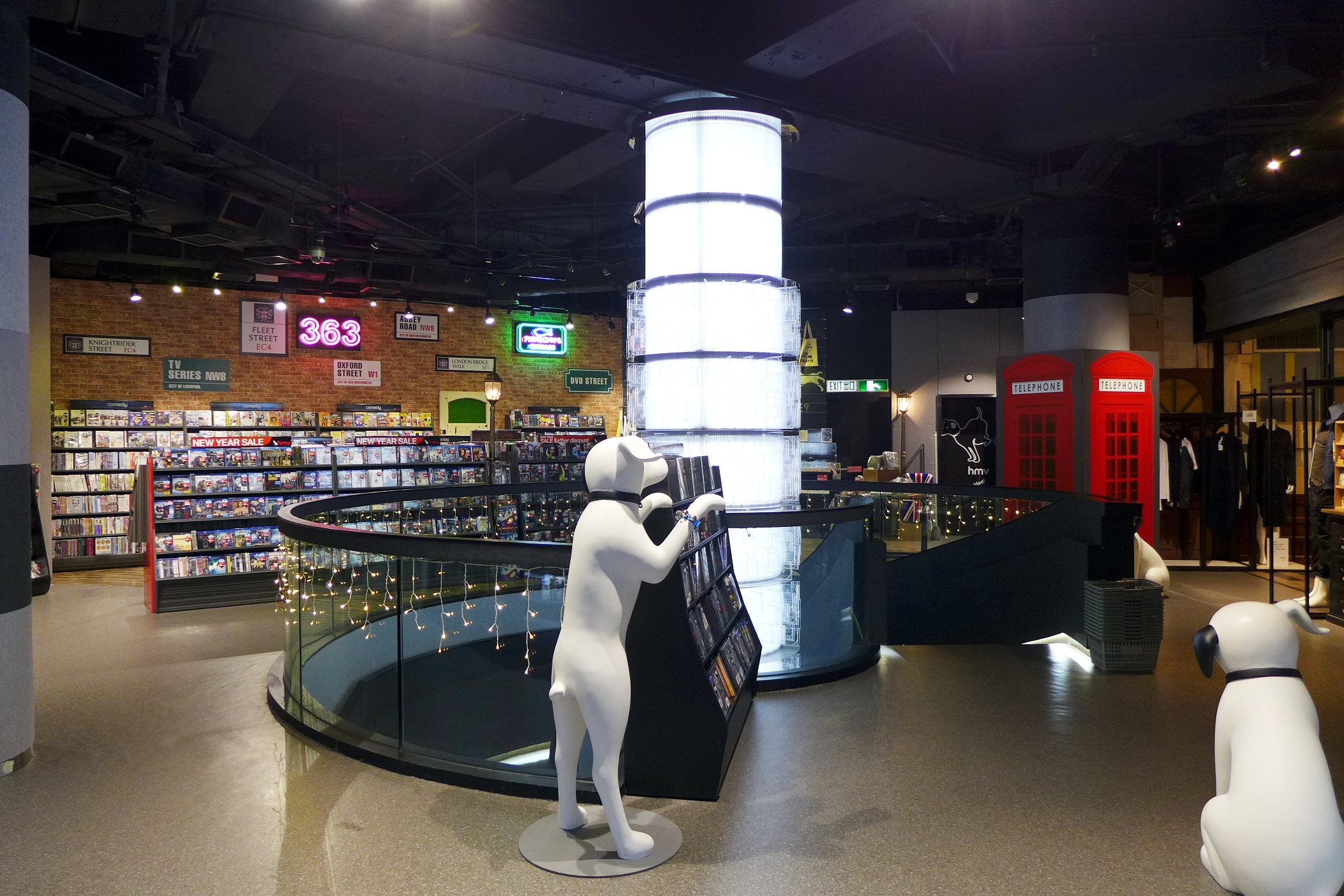
往時位於中環中建大廈的HMV分店，於2014年已遷往至娛樂行，並以新品牌 HMVideal開設，佔地約12,500平方呎。
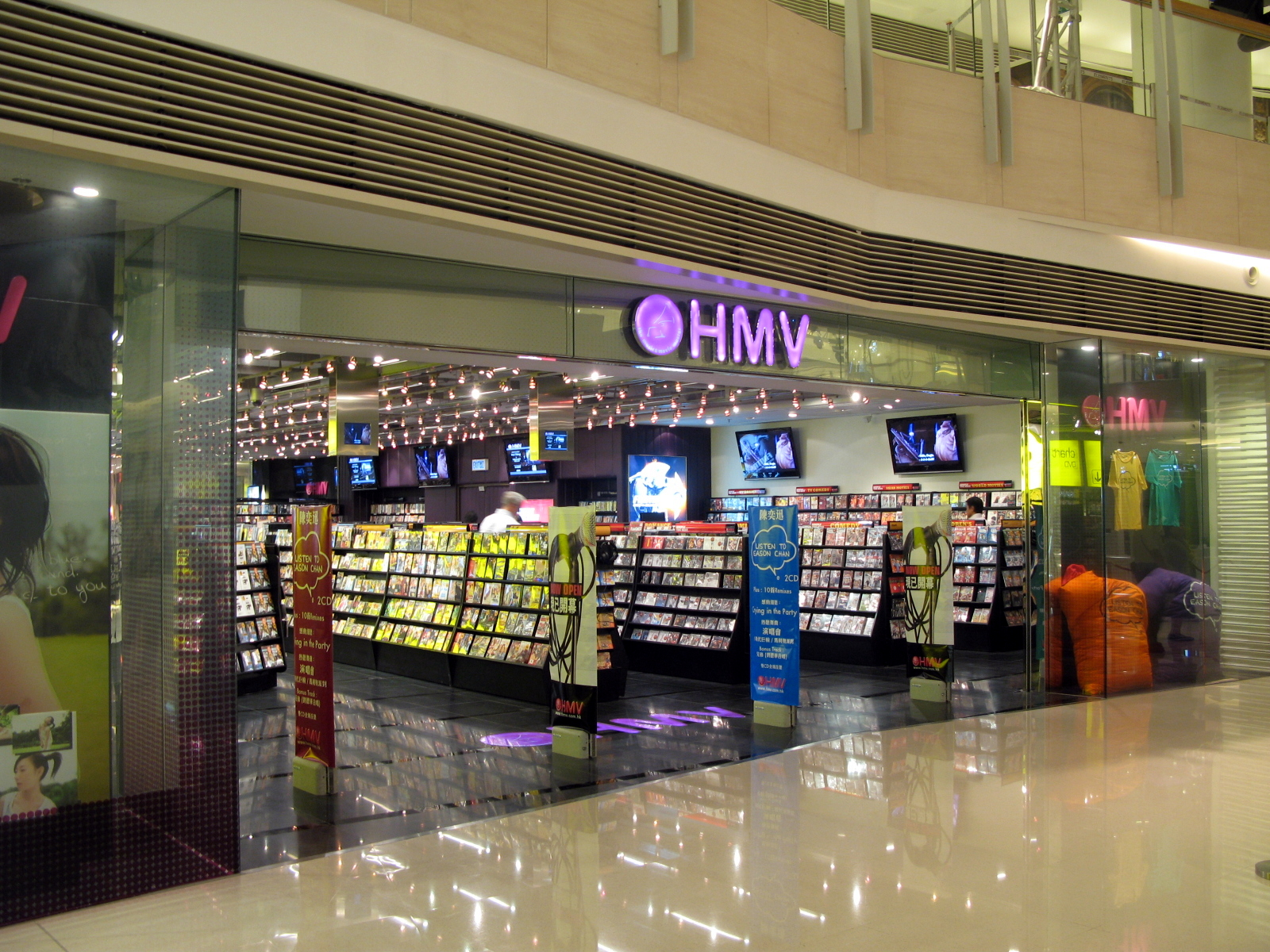
位於西九龍圓方的HMV分店，現已遷往場內另一個舖位
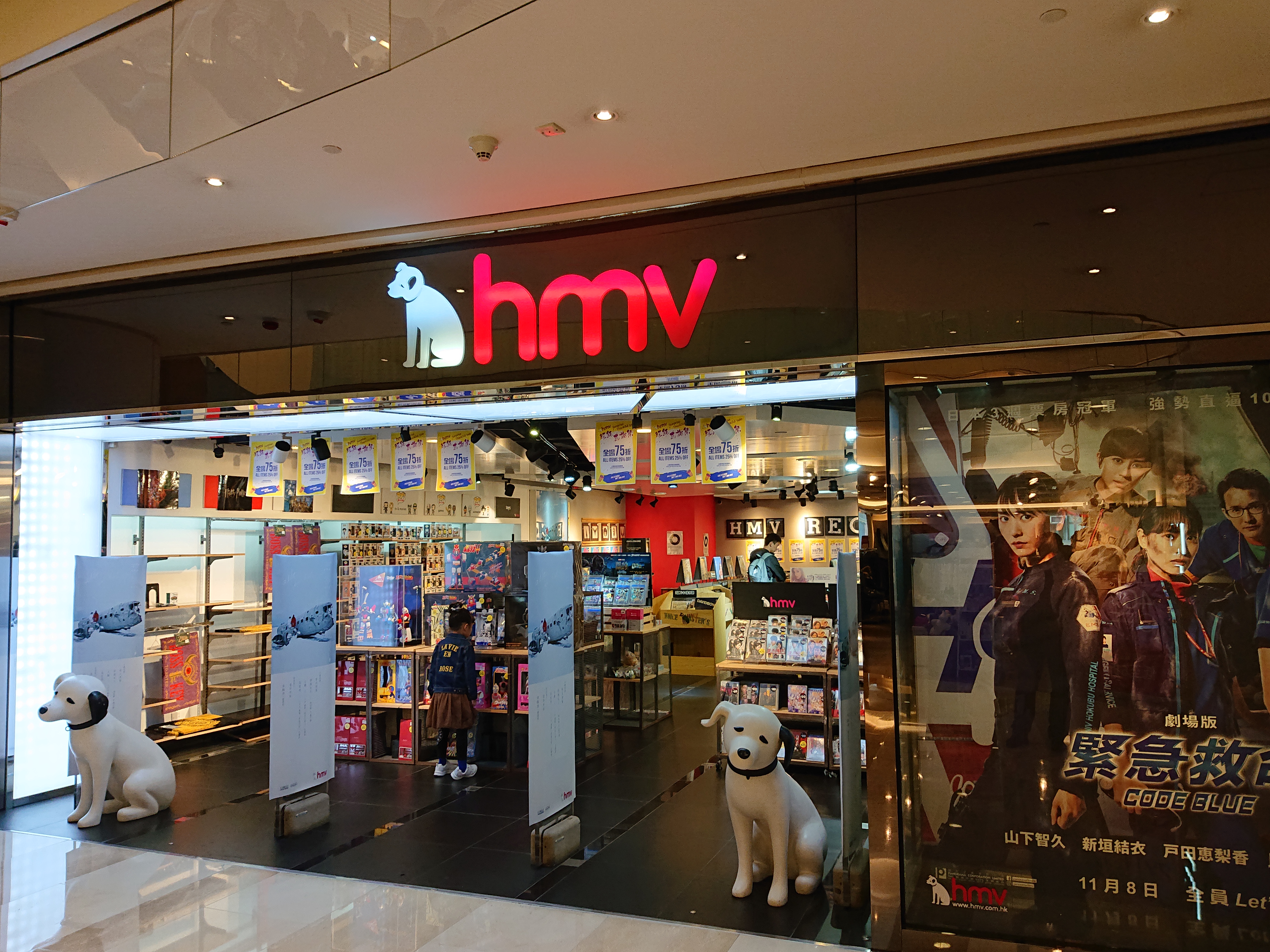
位於尖沙咀iSquare的HMV分店，攝於其最後一個營業日（2018年12月17日）

## 外部連結
- HMV英國（页面存档备份，存于）
- HMV香港（页面存档备份，存于）
- HMV日本（页面存档备份，存于）
- .   [2007-09-08]. （原始内容存档于2013-12-22）.
- .   [2005-10-31]. （原始内容存档于2005-10-31）.